# Limnosciadium pinnatum
Limnosciadium pinnatum là một loài thực vật có hoa trong họ Hoa tán. Loài này được (DC.) Mathias & Constance mô tả khoa học đầu tiên năm 1941.